# 2945 Zanstra
2945 Zanstra је астероид главног астероидног појаса са пречником од приближно 21,12 .
Афел астероида је на удаљености од 3,041 астрономских јединица (АЈ) од Сунца, а перихел на 2,294 АЈ.
Ексцентрицитет орбите износи 0,140, инклинација (нагиб) орбите у односу на раван еклиптике 2,626 степени, а орбитални период износи 1591,797 дана (4,358 године).
Апсолутна магнитуда астероида је 12,20 а геометријски албедо 0,052.
Астероид је откривен 28. септембра 1935. године.